# Villanueva de la Torre (kommun)
Villanueva de la Torre är en kommun i Spanien.   Den ligger i provinsen Provincia de Guadalajara och regionen Kastilien-La Mancha, i den centrala delen av landet, 40 km nordost om huvudstaden Madrid. Antalet invånare är 6 438.